# Sanford (Texas)
Sanford város az Amerikai Egyesült Államok Texas államában, Hutchinson megyében. Lakosainak száma 132 fő (2020. április 1.).

## Népesség
A település népességének változása:
| Lakosok száma | 203  | 164  | 132  |
|               | 2000 | 2010 | 2020 |